# Proclossiana reichi
Proclossiana reichi är en fjärilsart som beskrevs av Schneider 1935. Proclossiana reichi ingår i släktet Proclossiana och familjen praktfjärilar. Inga underarter finns listade i Catalogue of Life.